# Llegando a Normandía
Llegando a Normandía es un grupo de música de pop rock español.

## Historia
Llegando a Normandía nace en 2007, en Valencia (España), de la mano y las guitarras de Miguel Pérez y Carlos Zanetti tocando en pequeñas salas valencianas. De la necesidad de formar algo compacto, amplían a cinco miembros, entre ellos, la exvocalista María Verdoy. 
En mayo de 2007 graban una maqueta en los estudios de la Universidad CEU Cardenal Herrera, un primer EP de ocho canciones que sirve como punto de partida. Meses más tarde, se incorporan, Tomás Balada como bajista y Joan García a la batería. 
Siguen tocando en diversas salas y locales valencianos (Durango, El Loco, Magazine Club, Sally OBrian, Okoa, etc) donde reciben el apoyo del público. Carlos se convierte en el nuevo vocalista del grupo tras la marcha de María, y en noviembre de 2007 componen y graban, en el estudio A.P.K. en Cuart de Poblet, la canción "El Trampolín" para la sintonía del programa de radio El Trampolín en A.Z. RADIO VALENCIA.
En febrero de 2008 componen, graban y mezclan la canción "En el 46", elegida por Ron Legendario como canción para sus campañas publicitarias, a nivel nacional, durante 2008 y 2009. Ésta se incluye en un recopilatorio de doble CD: 'Lo mejor de la Música Cubana' (con una tirada de 50.000 copias), pudiéndose escuchar en la página web de la marca.
En marzo de 2009 graban en los estudios Minuetto (Valencia) su segundo trabajo, '“El Desembarco”, compuesto por 5 temas, y presentado en directo durante ese año en salas, radios locales y centros comerciales. Realizan también su primer videoclip del tema “Llegando a Normandía”.
A finales de 2009 el chileno Van Van entra a formar parte de la banda temporalmente como nuevo batería tras la marcha de Joan. Finalmente, cuando Van Van regresa a Chile, es José Simó quien se convierte en el cuarto miembro que completa lo que hoy es Llegando a Normandía.
Durante 2010, continúan sus directos en las principales salas de la comunidad valenciana. “Llegando a Normandía ofreció un pop-rock trabajado en el que pusieron de manifiesto su gran cóctel de influencias abierto a nuevos sonidos que ofrece un directo compacto y dinámico. Ofrecieron un pop-rock que les ha llevado a grabar dos discos en tres años y a conseguir ser la música de la campaña de Ron Legendario en 2008 y 2009”.
En mayo de 2011, con Fernando Boix como Producer-Recording & Mixing engineer, componen y graban en los estudios Caramelo (Valencia) su tercer trabajo, un nuevo EP compuesto por cinco temas, "Encadenados", "El Campeón", "Solos en la ciudad", "Cine americano" y "Santa Eulalia", entre los que destaca este último que sirve de jingle para las cuñas publicitarias de una conocida marca de alcohol emitidas en la cadena 40 Principales, y con el que graban un videoclip dirigido, realizado y editado por David Arnal (Key Project Freelances).
A principios de agosto de este mismo año, forman parte del cartel de la segunda edición del “Arenal Sound Festival”, evento anual donde los conciertos se combinan con actividades náuticas y deportivas, y en el que también actuaron Scissors Sister, Love of Lesbian, The Third Twin, Vetusta Morla, Hurts, Russian Red, entre otros.
Bajo su lema "Lo importante no es llegar sino disfrutar el camino" y con más de 100 directos y un repertorio siempre creciente de 40 temas actuales y más de treinta versiones del panorama actual y clásico del pop-rock, Llegando a Normandía es un proyecto ambicioso para todo tipo de público que disfruta con pop rock español fresco, trabajado y sutil.

## Miembros
Formación actual:
- Paco Castillo: voz
- Micky Pérez de los Cobos: guitarra y coros.
- Dani Rodríguez: guitarra
- Tomás Balada: bajo y coros.
- José Simó: batería y coros.

Formación inicial:
- María Verdoy: voz.
- Tomás Balada: bajo.
- Carlos Zanetti: guitarra y coros.
- Micky Pérez: guitarra y coros.
- Joan García / Van Van: batería.